# 德塞氏魮
德塞氏魮（学名：Barbus deserti）為輻鰭魚綱鯉形目鯉科的其中一個種。該物種於1909年由Jacques Pellegrin描述，分布於非洲阿爾及利亞南部淡水流域，體長可達9公分。

## 扩展阅读
維基物種上的相關：德塞氏魮